# Список умерших в 1954 году
В этой статье представлен список известных людей, умерших в 1954 году.
См. также: Категория:Умершие в 1954 году

## Январь
- 1 января — Фёдор Орлов — советский военачальник, полковник.
- 2 января — Дмитрий Сухоненко (50) — Герой Советского Союза.
- 5 января — Георгий Зозуля (33) — Герой Советского Союза.
- 7 января — Пауль фон Шёнайх (87) — немецкий генерал-майор, барон, почётный председатель Германского общества мира.
- 8 января — Эдуард Вийральт (55) — эстонский художник-график.
- 8 января — Тимофей Ромашкин (34) — Герой Советского Союза.
- 9 января — Евгений Кока (60) — молдавский советский скрипач и композитор.
- 10 января — Честер Уилмот (42) — австралийский журналист, радиоведущий, военный корреспондент BBC и ABC во время Второй мировой войны.
- 12 января — Пётр Ляпин (59) — генерал-лейтенант РККА.
- 14 января — Николай Иценко (64) — советский невролог.
- 16 января — Михаил Пришвин (80) — русский советский писатель, автор произведений о природе, охотничьих рассказов, произведений для детей.
- 17 января — Андрей Ливицкий (74) — украинский общественный и политический деятель.
- 20 января — Борис Горбатов (45) — русский советский писатель, автор сценариев, секретарь Союза писателей СССР.
- 21 января — Дмитрий Минеев (37) — Герой Советского Союза.
- 22 января — Николай Суетин (56) — русский художник, мастер дизайна, графики и живописи.
- 25 января — Андрей Михайлов (39) — Герой Советского Союза.
- 28 января — Александр Орлов (73) — советский астроном, член-корреспондент АН СССР.
- 28 января — Евгений Ромер — польский географ, картограф и геополитик, основатель современной польской картографии.

## Февраль
- 1 февраля — Зигфрид Бройер (47) — австрийский актёр театра и кино.
- 6 февраля — Фёдор Горохов (51) — советский учёный-философ, специалист по социальной философии.
- 6 февраля — Сергей Зорин (42) — участник Великой Отечественной войны, Герой Советского Союза.
- 7 февраля — Норман Дуглас (83) — известный английский писатель.
- 9 февраля — Николай Клочков (49) — полный кавалер ордена Славы.
- 10 февраля — Пётр Бурлин — русский военачальник, генерал-майор. Участник русско-японской и Первой мировой войн. Участник Белого движения в годы гражданской войны.
- 12 февраля — Гордей Данилов (72) — советский государственный и партийный деятель, председатель Главного Суда Чувашской АССР (1929).
- 12 февраля — Дзига Вертов (58) — советский кинорежиссёр, один из основателей и теоретиков документального кино.
- 16 февраля — Сенда Беренсон (85) — американская спортсменка, спортивный педагог, «мать женского баскетбола»
- 18 февраля — Манфред Штерн — советский разведчик, сотрудник Коминтерна, командир интербригады в Испании.
- 20 февраля — Иван Ганабин (31) — русский советский поэт.
- 24 февраля — Иван Черкашнев (42) — майор Советской Армии, участник Великой Отечественной войны, Герой Советского Союза.
- 25 февраля — Юрий Яновский (51) — украинский советский писатель.
- 26 февраля — Владимир Каврайский (69) — советский астроном, геодезист и картограф.

## Март
- 1 марта — Никифор Коляда (63) — один из организаторов красного партизанского движения в годы Гражданской войны 1918—1920 и Великой Отечественной войны 1941—1945; инфаркт.
- 2 марта — Асен Греков (60) — советский и болгарский военный, политический и партийный деятель, генерал-лейтенант.
- 14 марта — Константин Шкаруба (38) — заместитель командира эскадрильи 9-го гвардейского минно-торпедного авиационного полка 5-й минно-торпедной авиационной дивизии Военно-воздушных сил Северного флота, гвардии капитан.
- 19 марта — Виталий Данилов (51) — советский физик, профессор, академик АН УССР, лауреат Государственной премии СССР.
- 30 марта — Иоахим Лемельзен (65) — немецкий военный деятель. Генерал артиллерии, генерал танковых войск.

## Апрель
- 1 апреля — Бадалбейли, Ахмед-бек Башир оглы (70) — азербайджанский оперный певец, актёр театра и кино.
- 2 апреля — Арсений Зайцов — офицер Русской императорской армии, полковник Генштаба, эмигрант.
- 3 апреля — Рувим Бланк (87) — российский химик, экономист, публицист и редактор, общественный деятель. Доктор естественных наук.
- 10 апреля — Огюст Люмьер (91) — один из основателей (совместно со своим братом Луи) французской киноиндустрии и кинорежиссуры, один из родоначальников кинематографа.
- 10 апреля — Владимир Ласкарев (85) — русский геолог, профессор Новороссийского и Белградского университетов.
- 12 апреля — Олесь Донченко (51) — украинский советский детский писатель и поэт.
- 13 апреля — Андрей Мирсков (44) — участник Великой Отечественной войны, Герой Советского Союза.
- 16 апреля — Иван Масленников (53) — советский военачальник, заместитель Главнокомандующего советскими войсками на Дальнем Востоке, генерал армии, Герой Советского Союза.
- 16 апреля — Даниил Покрасс (48) — советский композитор, лауреат Сталинской премии (1941), один из братьев Покрасс.
- 17 апреля — Феодосий Щур (39) — участник Великой Отечественной войны, Герой Советского Союза.
- 22 апреля — Сергей Сахаров (73) — историк православной церкви, белорусский фольклорист, этнограф, педагог, публицист, общественно-политический деятель Латвийской республики.
- 22 апреля — Александр Смирницкий — советский лингвист.
- 23 апреля — Шмерке Качергинский (45) — еврейский писатель, поэт, журналист, участник антифашистского подполья, член литературной группы «Юнг Вилне».
- 23 апреля — Борис Солтановский (48) — советский военный деятель, генерал-майор авиации, участник Великой Отечественной войны.
- 24 апреля — Михаил Старокадомский (52) — советский композитор, органист и педагог.
- 25 апреля — Лидия Сейфуллина (65) — русская писательница.
- 26 апреля — Даниил Нестеренко (35) — Герой Советского Союза.

## Май
- 3 мая — Мукат Мусаев — Герой Советского Союза.
- 5 мая — Ада Чумаченко (66) — русская поэтесса, писательница.
- 6 мая — Берти Чарлз Форбс (73) — шотландский журналист, основатель журнала «Forbes».
- 7 мая — Даниил Демуцкий (60) — советский кинооператор.
- 8 мая — Сергей Антимонов (73) — российский и советский актёр театра и кино, драматург.
- 8 мая — Пётр Ляховский (49) — полный кавалер ордена Славы.
- 11 мая — Чарльз Розенталь (79) — австралийский военный и государственный деятель.
- 13 мая — Иван Калиничев (48) — полный кавалер ордена Славы.
- 14 мая — Гейнц Гудериан (65) — генерал-полковник германской армии.
- 15 мая — Норберт Жак (73) — немецкий писатель-беллетрист и сценарист.
- 18 мая — Зелиг Бродецкий — британский математик, профессор.
- 19 мая — Катарина Эуфемия — португальская батрачка из Алентежу, участница забастовочного движения.
- 25 мая — Роберт Капа (40) — знаменитый фоторепортёр, один из основателей фотоагентства «Магнум»; погиб во Вьетнаме.
- 26 мая — Омер Нишани (67) — Председатель Президиума Народного Собрания Албании (1946—1953)
- 27 мая — Николай Лобанов (46) — Полный кавалер ордена Славы.
- 30 мая — Анна Эль-Тур (67) — русско-французская певица и музыкальный педагог.

## Июнь
- 5 июня — Евгений Гегечкори (73) — революционер-меньшевик.
- 6 июня — Николай Жильцов (55) — советский политический деятель, народный комиссар — министр земледелия РСФСР (1941—1946).
- 7 июня — Алан Тьюринг (41) — английский математик, логик, криптограф, изобретатель «машины Тьюринга»; в 2009 признан «одной из самых известных жертв гомофобии в Великобритании».
- 7 июня — Юрий Шумский (66) — советский украинский актёр, театральный режиссёр.
- 14 июня — Марк Магидсон (53) — советский кинооператор.
- 16 июня — Лев Прозоровский (74) — русский советский театральный режиссёр и актёр, Народный артист РСФСР (1949).
- 17 июня — Сергей Коблов (38) — подполковник Советской Армии, участник Великой Отечественной войны, Герой Советского Союза.
- 20 июня — Николай Никонов (32) — участник Великой Отечественной войны, Герой Советского Союза.
- 24 июня — Георгий Гребнер (62) — российский советский сценарист.
- 24 июня — Томас Денман (79) — британский государственный деятель, генерал-губернатор Австралии (1911—1914).
- 30 июня — Виктор Шишлянников (31) — участник Великой Отечественной войны, Герой Советского Союза.

## Июль
- 1 июля — Теа Харбоу (65) — немецкая актриса, автор сценариев нескольких классических экспрессионистских фильмов и написанных на их основе романов.
- 4 июля — Дмитрий Фоломеев (40) — участник Великой Отечественной войны, Герой Советского Союза.
- 10 июля — Калоджеро Виццини (76) — Великий Капо, один из сицилийских мафиозных боссов, политик и крупный землевладелец, мэр Виллальбы.
- 10 июля — Бембя Хечиев (36) — участник Великой Отечественной войны, Герой Советского Союза.
- 13 июля — Фрида Кало (47) — мексиканская художница, жена Диего Риверы.
- 14 июля — Моисей Гамбурд (50) — бессарабский румынский и молдавский скульптор.
- 15 июля — Садриддин Айни (76) — таджикский советский писатель, общественный деятель и учёный.
- 16 июля — Пётр Лещенко (56) — румынский певец русского происхождения, один из наиболее популярных русскоязычных исполнителей 30-х годов.
- 17 июля — Винцас Креве (71) — литовский писатель, прозаик, поэт, критик, драматург, публицист, переводчик; классик литовской литературы.
- 22 июля — Константин Сараджев (76) — армянский советский дирижёр, народный артист Армянской ССР (1945).
- 23 июля — Юсуп Албогачиев (66) — советский политический деятель, председатель Ингушского областного Суда (1924—1925).
- 25 июля — Василий Ефимов (34) — младший сержант Рабоче-крестьянской Красной Армии, участник Великой Отечественной войны, Герой Советского Союза.
- 27 июля — Александр Гурвич — русский советский биолог.
- 30 июля — Пётр Кузнецов (39) — участник Великой Отечественной войны, Герой Советского Союза.
- 31 июля — Эдвард Пескотт (81) — австралийский ботаник.

## Август
- 3 августа — Колетт (81) — французская писательница, одна из звёзд Прекрасной эпохи.
- 4 августа — Илья Мосашвили (58) — грузинский советский писатель.
- 5 августа — Василий Ян (79) — русский советский писатель, прославившийся как автор исторических романов.
- 7 августа — Вильгельм Диттман (79) — немецкий политик.
- 10 августа — Иван Борисов (32) — майор авиации, Герой Советского Союза.
- 10 августа — Андрей Ральченко — младший сержант, полный кавалер ордена Славы.
- 11 августа — Николай Дементьев — советский военачальник, генерал-майор.
- 11 августа — Парфён Савицкий (49) — белорусский историк, государственный деятель.
- 13 августа — Леон Сафразьян (63) — начальник строительства Челябинского тракторного завода.
- 14 августа — Зигмунд Герланд (88) — румынский шахматист; один из основоположников шахматной композиции в Румынии.
- 14 августа — Пётр Сюткин (38) — майор танковых войск, Герой Советского Союза.
- 18 августа — Василий Аборенков (53) — военный специалист и организатор по разработке установок залпового огня БМ-13 и БМ-8.
- 21 августа — Анатолий Рубцов (40) — полковник авиации, Герой Советского Союза.
- 27 августа — Георгий Оболдуев (56) — русский советский поэт, прозаик, переводчик.
- 31 августа — Дмитрий Зеленин (75) — известный советский этнограф.

## Сентябрь
- 2 сентября — Алексей Никитин (35) — участник Великой Отечественной войны, Герой Советского Союза.
- 3 сентября — Павел Лаптев (42) — участник Великой Отечественной войны, Герой Советского Союза.
- 6 сентября — Владимир Морзон (72) — советский врач-хирург, заслуженный деятель науки Белорусской ССР.
- 8 сентября — Александр Волков (53) — советский военачальник, полковник.
- 8 сентября — Андре Дерен (74) — французский живописец, график, театральный декоратор, скульптор, керамист.
- 10 сентября — Владимир Донской (32) — советский государственный и партийный деятель, народный комиссар заготовок СССР (1940—1941).
- 11 сентября — Варвара Булгакова (58) — сестра русского советского писателя и драматурга Михаила Булгакова, Прототип персонажа Елена Турбина-Тальберг в романе «Белая гвардия».
- 15 сентября — Язеп Дроздович (65) — белорусский живописец, график, скульптор, писатель, фольклорист, этнограф и археолог.
- 18 сентября — Пётр Киткин (77) — военачальник, контр-адмирал.
- 19 сентября — Майлз Франклин (74) — австралийская писательница, автор автобиографических романов феминистской направленности и романов об Австралии.
- 22 сентября — Иван Касьян (34) — красноармеец Рабоче-крестьянской Красной Армии, участник Великой Отечественной войны, Герой Советского Союза.
- 26 сентября — Геворг VI (85) — Патриарх и Католикос всех армян, глава Армянской Апостольской Церкви с 16 июня 1945 года по 26 сентября 1954 года.
- 29 сентября — Александр Абашели (70) — грузинский поэт и писатель-фантаст.
- 30 сентября — Константин Мельников (45) — контр-адмирал советского Военно-Морского Флота.

## Октябрь
- 3 октября — Вера Газе (54) — советский астроном.
- 5 октября — Борис Вышеславцев (77) — русский философ, религиозный мыслитель.
- 5 октября — Леонт Леонов-Вендровский (64) — советский режиссёр театра, заслуженный артист Казахской ССР.
- 5 октября — Винцент Лютославский — польский филолог и мыслитель.
- 5 октября — Леонид Макеров (32) — Герой Советского Союза.
- 6 октября — Бааль Сулам (68) — каббалист.
- 7 октября — Борис Збарский (69) — советский биохимик, изобретатель технологии производства хлороформа, директор Лаборатории при мавзолее Ленина.
- 8 октября — Григорий Жиц (50) — журналист, исполняющий обязанности главного редактора газеты «Эйникайт», фигурант дела ЕАК.
- 12 октября — Филипп Рудкин (60) — Герой Советского Союза.
- 17 октября — Михаил Золотухин (50) — советский политический деятель, 1-й секретарь Павлодарского областного комитета КП(б) — КП Казахстана (1950—1954).
- 18 октября — Гастон Може (76) — французский комедийный актёр.
- 21 октября — Павел Воронцов (44) — советский государственный и партийный деятель, 1-й секретарь Калининского областного комитета ВКП(б) (1946—1949).
- 25 октября — Алиев, Мирза Ага Али оглы (71) — советский азербайджанский актёр, народный артист СССР
- 25 октября — Артур Кейранс (43) — советский, ранее латвийский, шахматист и шахматный композитор.
- 28 октября — Константин Липскеров (65) — русский поэт, переводчик, драматург, художник.
- 29 октября — Фрэнк Смит (68) — австралийский регбист, чемпион летних Олимпийских игр.

## Ноябрь
- 3 ноября — Анри Матисс (84) — французский художник и скульптор, лидер течения фовистов.
- 5 ноября — Михась Климкович (54) — белорусский поэт, драматург, прозаик и критик. Автор текста гимна Беларуси «Мы, белорусы».
- 7 ноября — Фёдор Никулин (29) — Полный кавалер ордена Славы.
- 9 ноября — Касым Якубов (43) — участник Великой Отечественной войны, Герой Советского Союза.
- 11 ноября — Дмитрий Лытин (34) — участник Великой Отечественной войны, Герой Советского Союза.
- 14 ноября — Сергей Дурылин (68) — педагог, богослов, литературовед и поэт.
- 18 ноября — Иван Колодий (42) — участник Великой Отечественной войны, Герой Советского Союза.
- 19 ноября — Абрам Эфрос (66) — русский советский искусствовед, литературовед, театровед, поэт и переводчик.
- 20 ноября — Михаил Возняк — литературовед.
- 20 ноября — Алексей Игнатьев (77) — русский, советский военный деятель, дипломат, писатель.
- 20 ноября — Иван Сергиевский (49) — советский литературовед, критик.
- 20 ноября — Абдуррахман Фаталибейли (46) — коллаборационист, майор РККА.
- 22 ноября — Андрей Вышинский (70) — советский государственный деятель, создатель советской прокуратуры.
- 22 ноября — Иван Пирогов (32) — участник Великой Отечественной войны, Герой Советского Союза.
- 26 ноября — Йонас Жямайтис-Витаутас (45) — литовский бригадный генерал, руководитель антисоветского движения после Второй мировой войны.
- 27 ноября — Григорий Шигаев (39) — участник Великой Отечественной войны, Герой Советского Союза.
- 28 ноября — Энрико Ферми (53) — выдающийся итальянский физик, внёсший большой вклад в развитие современной теоретической и экспериментальной физики, один из основоположников квантовой физики.
- 29 ноября — Пётр Азаров (32) — участник Великой Отечественной войны, Герой Советского Союза.

## Декабрь
- 5 декабря — Янис Курелис (72) — офицер русской и латвийской армии.
- 5 декабря — Соломон Юдовин (62) — русско-еврейский и советский график, художник, этнограф, представитель «Еврейского ренессанса» («Еврейского возрождения») и модерна.
- 6 декабря — Николай Клементьев — член Военного совета ряда фронтов и военных округов, генерал-майор.
- 6 декабря — Всеволод Романовский (75) — русский, советский, узбекский математик, основатель ташкентской математической школы, академик АН Узбекистана.
- 8 декабря — Яков Андрюшин (48) — капитан авиации, Герой Советского Союза.
- 11 декабря — Алексей Крымов (82) — один из ведущих отечественных хирургов.
- 13 декабря — Салимжан Галиев (44) — советский государственный и партийный деятель, 1-й секретарь Гурьевского областного комитета КП(б) Казахстана (1946—1950).
- 14 декабря — Савелий Лобусов — Герой Советского Союза.
- 14 декабря — Дмитрий Медведев (58) — полковник госбезопасности, писатель, Герой Советского Союза.
- 15 декабря — Филипп Мазуров (51) — Герой Советского Союза.
- 16 декабря — Михаил Козаков (57) — русский советский прозаик, отец актёра и режиссёра Михаила Козакова.
- 16 декабря — Александр Флит (63) — русский поэт и писатель-сатирик.
- 19 декабря — Виктор Абакумов (46) — советский государственный и военный деятель, заместитель наркома обороны и начальник Главного управления контрразведки («СМЕРШ») Наркомата обороны СССР (1943—1946), министр государственной безопасности СССР (1946—1951); расстрелян.
- 19 декабря — Франц Бенгтссон (60) — шведский писатель, эссеист, поэт.
- 19 декабря — Анатолий Богданов (32) — капитан авиации, Герой Советского Союза.
- 21 декабря — Иван Ильин (71) — русский христианский философ, писатель и публицист, сторонник Белого движения и последовательный критик коммунистической власти в России.
- 21 декабря — Владимир Легошин (50) — советский кинорежиссёр. Лауреат Сталинской премии третьей степени.
- 23 декабря — Фёдор Волков (56) — генерал-лейтенант, Герой Советского Союза.
- 23 декабря — Сергей Галаджев (52) — советский армянский военно-политический деятель.
- 30 декабря — Кузьма Деревянко (50) — советский военачальник, генерал-лейтенант, Герой Украины (2007, посмертно).
- 30 декабря — Евгений Зноско-Боровский (70) — русский шахматист, шахматный теоретик и литератор; драматург, критик.